# 1933 у кіно

## Події
- Кетрін Гепберн отримала премію «Оскар» за роль у фільмі «Ранковий підйом»

## Фільми
- Секрети
- Я не ангел

## Персоналії

### Народилися
- 7 січня — Ферапонтов Володимир Петрович, радянський і російський актор театру та кіно, актор озвучування.
- 12 січня — Хімічев Борис Петрович, радянський і російський актор театру і кіно (пом. 2014).
- 13 січня — Наум Наталія Михайлівна, українська акторка театру і кіно.
- 16 січня — Соловйов Юрій Васильович, російський актор, режисер.
- 28 січня — Кожевников Олексій Олександрович, радянський російський актор.
- 29 січня — Саша Дістель, французький співак, гітарист, композитор, актор.
- 4 лютого — Ігор Кваша, радянський і російський актор.
- 6 лютого — Карпова Віра Олександрівна, радянська і російська акторка театру і кіно.
- 12 лютого — Бруно Оя, радянський, естонський та польський кіноактор, співак, музикант, композитор та автор пісень.
- 13 лютого:
  - Кім Новак, американська акторка.
  - Коста-Гаврас, грецький і французький кінорежисер, сценарист.
  - Перфілов Лев Олексійович, радянський та український актор театру та кіно.
- 19 лютого  — Леждей Ельза Іванівна, радянська і російська акторка театру і кіно.
- 23 лютого  — Гусєв Володимир Михайлович, російський актор.
- 12 березня — Смирнов Віктор Васильович, російський та український письменник й кінодраматург.
- 14 березня — Майкл Кейн, британський кіноактор.
- 15 березня — Філіпп де Брока, французький кінорежисер.
- 24 березня — Вільям Сміт, американський актор.
- 26 березня — Тінто Брасс, італійський кінорежисер.
- 28 березня — Мітта Олександр Наумович, радянський і російський кінорежисер, сценарист, актор, продюсер.
- 30 березня — Жан-Клод Бріалі, французький актор, режисер, автор книг, менеджер та продюсер.
- 6 квітня — Станіслав Любшин, радянський і російський актор.
- 9 квітня:
  - Жан-Поль Бельмондо, французький кіноактор.
  - Джан Марія Волонте, італійський актор (пом. 1994).
- 15 квітня — Стругацький Борис Натанович, російський письменник, сценарист, перекладач,
- 24 квітня — Улдіс Лієлдіджс, радянський і латвійський актор (пом. 2019).
- 1 травня — Сібель Сергій Костянтинович, радянський український актор театру і кіно.
- 18 травня — Ананьїна Валентина Георгіївна, радянська і російська акторка театру і кіно.
- 29 травня — Каневський Олександр Семенович, український сценарист і письменник.
- 31 травня — Георгій Бурков, радянський і російський актор (пом. 1990).
- 5 червня — Велімір Бата Живоїнович, сербський актор.
- 22 червня — Іванова Людмила Іванівна, радянська і російська акторка театру і кіно.
- 1 липня — Засєєв-Руденко Микола Вікторович, радянський, український актор, кінорежисер.
- 7 липня — Валентин Нікулін, радянський і російський актор.
- 9 липня — Кирієнко Зінаїда Михайлівна, радянська і російська акторка.
- 18 липня — Трощенко Наталія Володимирівна, радянська кінорежисерка і сценаристка.
- 25 липня — Штифанов Лев Миколайович, радянський і український кінооператор.
- 12 серпня — Муллер Юрій Григорович, радянський український художник кіно, художник-постановник.
- 15 серпня — Зорова Марія Іларіонівна, радянський і український режисер з монтажу.
- 16 серпня:
  - Джулі Ньюмар, американська акторка, співачка і танцюристка.
  - Четвериков Віталій Павлович, радянський білоруський актор, режисер, сценарист (пом. 1983).
- 18 серпня — Роман Полянський, американський кінорежисер.
- 22 серпня — Сільва Кошина, італійська акторка хорватського походження, модель.
- 5 вересня — Жгун Світлана Миколаївна, радянська акторка театру і кіно.
- 12 вересня — Тетяна Дороніна, радянська і російська акторка.
- 13 вересня — Меліков Аріф Джангір-огли, азербайджанський композитор.
- 13 жовтня — Марк Захаров, радянський і російський режисер театру і кіно.
- 15 жовтня — Сумська Ганна Іванівна, українська акторка.
- 26 жовтня — Волошина Ада Петрівна, українська кіноакторка.
- 27 жовтня — Землянікін Володимир Михайлович, радянський російський актор театру, кіно та телебачення.
- 22 листопада — Добролюбов Ігор Михайлович, білоруський режисер, сценарист.
- 25 листопада — Кетрін Кросбі, американська співачка і акторка кіно.
- 3 грудня — Розалінд Найт, британська акторка театру, кіно та телебачення.
- 8 грудня — Борисов Лев Іванович, радянський та російський актор театру і кіно.
- 11 грудня — Тарасов Сергій Сергійович, радянський і російський кінорежисер, сценарист, актор.
- 31 грудня — Семен Фарада, радянський і російський актор.

### Померли
- 8 березня — Алан Роско, американський актор кіно.
- 17 квітня — Марджанішвілі Костянтин Олександрович, грузинський, радянський та російський режисер театру і кіно, кіносценарист, засновник грузинського театру, Народний артист Грузинської РСР (1931).
- 29 червня — Роско Арбакл, американський актор німого кіно, комік, режисер і сценарист.
- 5 жовтня — Рене Адоре, американська акторка французького походження.